# Манчестерская художественная галерея
Манчестерская художественная галерея (англ. Manchester Art Gallery) — открытая для посещений художественная галерея в центре города Манчестера, в Северо-Западной Англии. 
Кроме картин мирового значения (например, Сезанна, Россетти или Миллеса), здесь находятся также произведения, связанные с городом Манчестером. Значительное место занимает коллекция работ Пьера Валетта, французского художника-импрессиониста, который преподавал в Манчестере в начале XX века. В коллекции музея находится скандально известная картина Уолтера Сикерта «Спальня Джека-потрошителя».
В 2002 году галерея была расширена и теперь занимает три здания.